# Juda Goslinga
Juda Goslinga (Utrecht, 1971) is een Nederlandse acteur. Hij speelde in diverse films en series, waaronder IJspaard, Nieuwe buren en Oorlog-stories.

## Biografie
In 1998 studeerde hij af aan de toneelschool in Amsterdam. Hij combineerde daar een studie kleinkunst met de toneelschool. Hij werkte als freelancer bij verschillende gezelschappen zoals, Nes Theaters, Het Zuidelijk Toneel, Huis aan de Amstel en Mugmetdegoudentand.
Goslinga is daarnaast zanger en producent van muziek-theatergroep CASCO, samen Don Duijns.

## Filmografie
- Combat (1998) – Adnan
- Van Speijk (2007) – Toon Nooitgedacht
- Spoorloos Verdwenen (2008) – Pepijn de Bree
- Keyzer & de Boer advocaten (2008) – Jesse van Alphen
- Sterke verhalen uit Zoutvloed (2008) – vader
- Stella's oorlog (2009) – Gees
- Verborgen gebreken (2009) – Sjon Veldman
- Flikken Maastricht (2009–2010) – Mitja Bayildez
- 2012, het jaar nul (2009–2010) – Eddy Broks
- Annie MG (2010) – Jan
- Deadline (2010) – Harrie
- Docklands (2010) – Marcel
- Penoza (2010) – Harry
- Sonny Boy (2011) – matroos in Suriname
- Rundskop (2011) – Bruno Schepers
- Levenslied (2011) – pooier
- Nova Zembla (2011) – Laurens
- De geheimen van Barslet (2012) – Bert van der Ploeg
- Arne Dahl – Upp till toppen av berget (2012) – Hoost
- Exit (2013) - Buscommandant Koninklijke Marechaussee
- Van God Los (2012) - Klaas
- De wederopstanding van een klootzak (2013)
- Cornea (2014) - Thomas
- IJspaard (2014) - Johnny Mazzelaar
- Nieuwe buren (2014–2017) – Martijn
- Noord Zuid (2015) – Steven
- Publieke Werken (2015) – turfsteker Bennemin
- Flikken Rotterdam – Jano (1 afl., 2016)
- De Ludwigs – Jan Sagatorius (5 afl., 2016)
- Sint & co (2016) – Hoofdpiet
- De terugkeer van de wespendief (2017) – vader van Ralph
- Klem (2017 en 2020) – oude vriend van Marius
- De regels van Floor - verkoper Cor  (2018)
- De Spa (soapserie) – Albert Heersma – (2 afl., 2018)
- Baantjer: het begin – Lowietje (2019)
- Oorlog-stories – Tunnis (2022)
- Silverstar – Koper (2022)
- Zussen - Geert Hendriks (2024)
- Laura H. - Poelsma (2024)
- Hein - Garagehouder (2024)
- Goudappels - Wegenwachtmonteur (2024)
- En we vliegen door de dagen - Douwe (2025)